# Блу Бол (Пенсилванија)
Блу Бол (енгл. Blue Ball) насељено је место без административног статуса у америчкој савезној држави Пенсилванија.

## Демографија
По попису из 2010. године број становника је 1.031.
| Група             | 2000.    | 2010.       |
| Белци             | 0 (0,0%) | 961 (93,2%) |
| Афроамериканци    | 0 (0,0%) | 6 (0,6%)    |
| Азијати           | 0 (0,0%) | 32 (3,1%)   |
| Хиспаноамериканци | 0 (0,0%) | 15 (1,5%)   |
| Укупно            | 0        | 1.031       |